# Championnat de Yougoslavie de football 1954-1955
Navigation
Saison précédente Saison suivante
La saison 1954-1955 du Championnat de Yougoslavie de football était la vingt-sixième édition du championnat de première division en Yougoslavie. Les quatorze meilleurs clubs du pays prennent part à la compétition et sont regroupées en une poule unique où chaque formation affronte deux fois ses adversaires, à domicile et à l'extérieur. En fin de saison, les deux derniers du classement sont relégués et remplacés par les deux meilleures équipes de deuxième division.
C'est le club du Hajduk Split qui remporte la compétition, en terminant en tête du classement final, avec deux points d'avance sur le BSK Belgrade et quatre sur le tenant du titre, le Dinamo Zagreb. C'est le 5e titre de champion de Yougoslavie de l'histoire du club, qui manque le doublé en s'inclinant en finale de la Coupe de Yougoslavie face au BSK Belgrade.

## Les clubs participants
| - Partizan Belgrade - Dinamo Zagreb - Étoile rouge de Belgrade - Hajduk Split - BSK Belgrade - FK Vojvodina Novi Sad - NK Zagreb - Promu de D2 | - FK Zeljeznicar Sarajevo - Promu de D2 - Lokomotiva Zagreb - FK Radnički Jugopetrol Belgrade - FK Sarajevo - FK Vardar Skopje - Spartak Subotica - Proleter Zrenjanin |

## Compétition

### Classement
Le classement est effectué en utilisant le barème classique (victoire à 2 points, match nul un point, défaite zéro point).
| Rang | Équipe                          | Pts | J  | G  | N | P  | Bp | Bc | Diff |
| ---- | ------------------------------- | --- | -- | -- | - | -- | -- | -- | ---- |
| 1    | Hajduk Split                    | 38  | 26 | 16 | 6 | 4  | 69 | 27 | +42  |
| 2    | BSK Belgrade (C)                | 36  | 26 | 15 | 6 | 5  | 61 | 43 | +18  |
| 3    | Dinamo Zagreb (T)               | 34  | 26 | 14 | 6 | 6  | 54 | 49 | +5   |
| 4    | Étoile rouge de Belgrade        | 33  | 26 | 14 | 5 | 7  | 57 | 36 | +21  |
| 5    | Partizan Belgrade               | 30  | 26 | 12 | 6 | 8  | 58 | 36 | +22  |
| 6    | FK Vojvodina Novi Sad           | 29  | 26 | 10 | 9 | 7  | 48 | 36 | +12  |
| 7    | FK Sarajevo                     | 28  | 26 | 11 | 6 | 9  | 50 | 36 | +14  |
| 8    | Spartak Subotica                | 25  | 26 | 10 | 5 | 11 | 54 | 57 | -3   |
| 9    | NK Zagreb (P)                   | 24  | 26 | 9  | 6 | 11 | 34 | 44 | -10  |
| 10   | FK Radnički Jugopetrol Belgrade | 22  | 26 | 9  | 4 | 13 | 34 | 42 | -8   |
| 11   | FK Zeljeznicar Sarajevo (P)     | 19  | 26 | 8  | 3 | 15 | 34 | 52 | -18  |
| 12   | Proleter Zrenjanin              | 19  | 26 | 6  | 7 | 13 | 29 | 51 | -22  |
| 13   | FK Vardar Skopje                | 18  | 26 | 5  | 8 | 13 | 24 | 41 | -17  |
| 14   | Lokomotiva Zagreb               | 9   | 26 | 3  | 3 | 20 | 25 | 81 | -56  |

|  | Qualification pour la Coupe Mitropa 1955                                                          |
|  | Qualification pour la Coupe d'Europe des clubs champions 1955-1956                                |
|  | Relégation directe en deuxième division                                                           |
|  | (T) : Tenant du titre (C) : Vainqueur de la Coupe de Yougoslavie (P) : Promu de deuxième division |

## Bilan de la saison
| Championnat de Yougoslavie de football 1954-1955                        |                                    |
| Champion                                                                | Hajduk Split (5e titre)            |
| Coupes et trophées                                                      |                                    |
| Vainqueur de la Coupe de Yougoslavie 1954-1955                          | BSK Belgrade                       |
| Qualifications continentales                                            |                                    |
| Coupe d'Europe des clubs champions 1955-1956                            | Partizan Belgrade (équipe invitée) |
| Coupe Mitropa 1955                                                      | Hajduk Split                       |
| Coupe Mitropa 1955                                                      | FK Vojvodina Novi Sad              |
| Promotions et relégations                                               |                                    |
| Promus en Prva Liga                                                     | Velez Mostar                       |
| Promus en Prva Liga                                                     | Buducnost Titograd                 |
| Relégués en Championnat de Yougoslavie de football de deuxième division | FK Vardar Skopje                   |
| Relégués en Championnat de Yougoslavie de football de deuxième division | Lokomotiva Zagreb                  |